# Квадратичний лишок
Квадратичний лишок за модулем {\displaystyle m} — ціле число {\displaystyle \ a}, для якого має розв'язок таке порівняння
{\displaystyle \ x^{2}\equiv a{\pmod {m}}.}
Якщо це порівняння не має розв'язку, то число {\displaystyle a} називається квадратичним нелишком за модулем {\displaystyle m}.

## Властивості
- Критерій Ейлера: Нехай {\displaystyle p>2} просте число. Число а, взаємно просте з {\displaystyle p}, є квадратичним лишком за модулем {\displaystyle p} тоді і тільки тоді, коли
{\displaystyle a^{(p-1)/2}\equiv 1{\pmod {p}}\,}

і є квадратичним нелишком за модулем p тоді і тільки тоді, коли
{\displaystyle a^{(p-1)/2}\equiv -1{\pmod {p}}.\,}
- Квадратичний закон взаємності
- Квадратичні лишки, взаємно прості з модулем, утворюють мультиплікативну підгрупу кільця лишків, зокрема:
  - лишок {\displaystyle \times } лишок = лишок;
  - нелишок {\displaystyle \times } лишок = нелишок.